# Oxford Brookes University
Die Oxford Brookes University ist eine öffentliche Universität in Oxford. Sie ist Nachfolgerin der 1865 gegründeten Oxford School of Art (ab 1970 Oxford Polytechnic) und erhielt 1992 ihren heutigen Namen zu Ehren von John Henry Brookes, der einer ihrer Rektoren war.
Die Einrichtung wurde zwölf Jahre in Folge als die beste Modern University (post 1992) im Sunday Times University Guide aufgeführt. Außerdem bietet sie laut Financial Times Listing eines der weltweit umfangreichsten Online-MBA-Programme (Nr. 30) an und gehört laut QS World University Rankings in 16 Studiengängen zu den besten Universitäten weltweit. Des Weiteren besteht ein reger Austausch mit der University of Oxford, wobei zum Beispiel Professoren an beiden Universitäten unterrichten oder Studenten die Möglichkeit haben, die Bibliotheken der University of Oxford zu nutzen.

## Geschichte

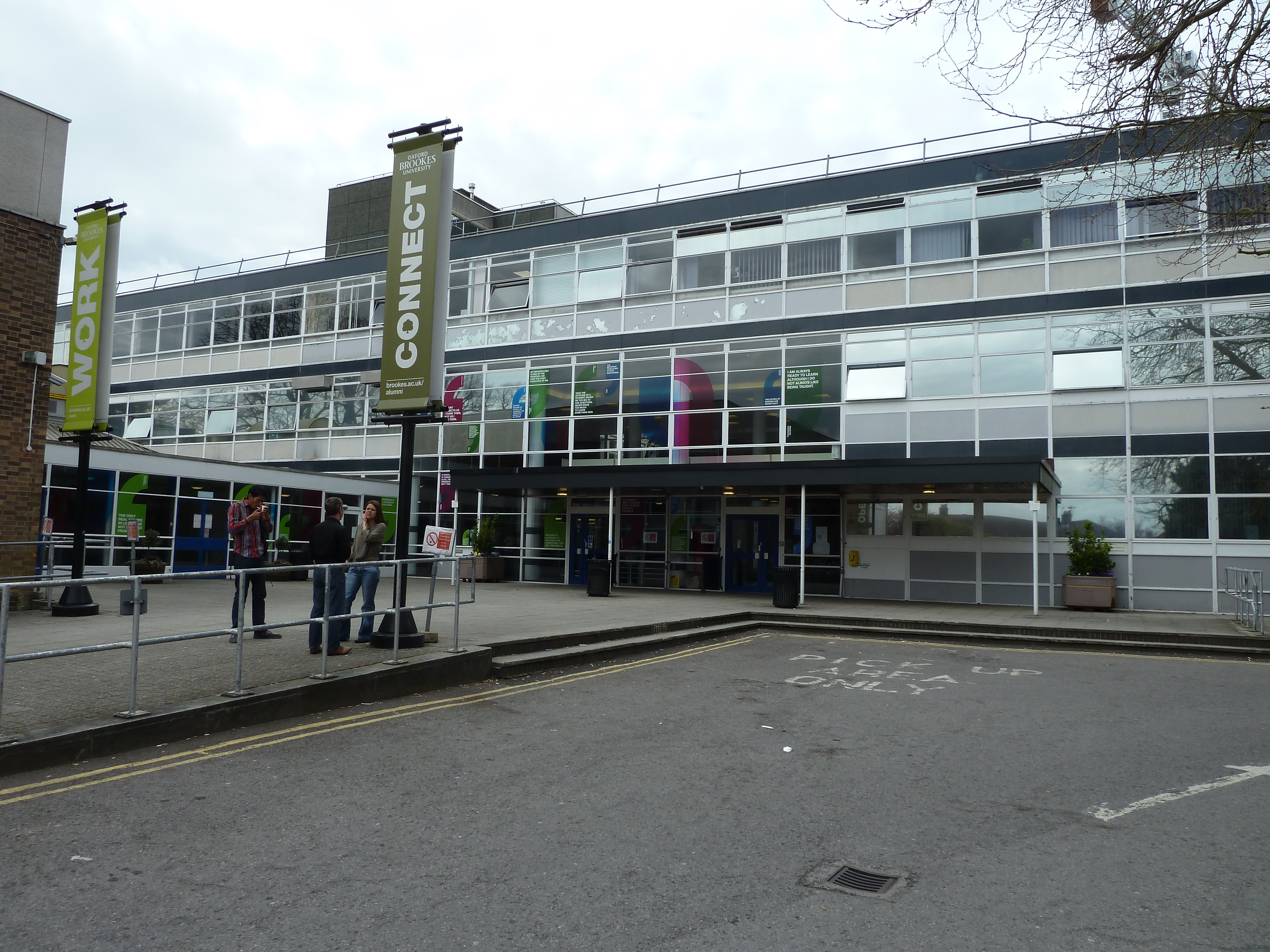
Der frühere Haupteingang (2013)

Der Vorläufer wurde 1865 als Oxford School of Art gegründet und bestand damals lediglich aus einzelnen Räumlichkeiten in der Taylor Institution, einer Bibliothek der Universität Oxford. 1870 wurde die School of Science hinzugefügt und 1891 in Oxford City Technical School umbenannt. Der spätere Namensgeber John Henry Brookes wurde 1934 erster Rektor der nun fusionierten Hochschule.
1950 waren beide Fakultäten bereits 5000 Studenten eingeschrieben. 1956 wurde ein neuer von einer lokalen Brauerei gestifteter Campus errichtet und die Hochschule in Oxford College of Technology umbenannt. 1960 eröffnete die Universität ihr erstes Wohnheim, 1963 folgte der Umzug in den östlichen Stadtteil Headington.
1970 wurde die Universität in Oxford Polytechnic umbenannt. 1976 übernahm sie das 1965 gegründete Lady Spencer-Churchill College in Wheatley östlich von Oxford sowie 1992 die Dorset House School of Occupational Therapy, die erste britische Fachschule für Ergotherapie. 1992 erhielt die Universität in Ehren ihres ersten Rektors John Henry Brookes den heutigen Namen Oxford Brookes University. 2000 übernahm die Universität das Westminster College der Universität Oxford, das zunächst als Westminster Institute of Education weitergeführt wurde und später komplett in der Universität aufging.

### Sanierung und Erweiterung

Das John Henry Brookes Building am Headington Campus

Seit den 2010er Jahren wird der Hauptcampus sukzessive saniert und erweitert. So eröffnete 2013 das sanierte Abercrombie Building, das seither die Räume für Architektur und Design umfasst. 2014 wurde das 132 Millionen Pfund teure John Henry Brookes Building fertiggestellt, das zahlreiche Architekturpreise gewann, darunter eine Auszeichnung des Royal Institute of British Architects. Neben Lehrräumen beherbergt es auch die Universitätsbibliothek, verschiedene Kantinen und Restaurants, größere Veranstaltungsräume, Sporthallen, einen Hörsaal und die Räumlichkeiten der Brookes Union.
2015 gab die Universität einen Zehnjahresplan bekannt, im Zuge dessen pro Jahr etwa 13 Millionen Pfund in Sanierungen und Neubauten investiert werden sollen. Hierunter fiel auch die Eröffnung des neuen Campusses in Swindon 2016. 2017 wurde die Oxford Brookes Business School von Wheatley nach Headington verlegt, bis 2020 werden außerdem Gebäude am Headington Hill neugebaut.

## Organisation

### Kontrollorgane
Katherine Grainger war ab dem 20. März 2015 die vierte Kanzlerin der Universität. Sie gab 2020 ihr Amt ab, wobei 2021 noch kein Nachfolger benannt war. Neben ihr besteht die Universitätsleitung aus zehn Vizekanzlern (Vice-Chancellor's Group VCG), die unter anderem als Dekane der Fakultäten fungieren. Darüber hinaus besteht ein 14-köpfiges Direktorium (Board of Governors), dessen Aufgabe die langfristige Strategieplanung und akademische Charakterisierung der Universität ist. Der Vorsitz des Direktoriums sowie neun seiner Mitglieder sind unabhängig von der Universität, das übrige Direktorium setzt sich aus dem Vizekanzler, zwei Mitarbeitern und dem Präsidenten der Brookes Union zusammen.

### Kanzler
Seit der Gründung wurde die Universität von vier Kanzlern geleitet:
- Helena Kennedy, Baroness Kennedy of The Shaws (1994–2001)
- Jon Snow (2001–2008)
- Shami Chakrabarti (2008–2015)
- Katherine Grainger (2015–2020)[2]

### Serviceeinrichtungen
Die Universität unterhält mehrere professional betriebene Services:
- Academic and Student Affairs (ASA)
Unterstützung akademischer oder beruflicher Anliegen der Studierenden (Akademisches, Karriere, Wohlbefinden, Fortbildung)
- Estates and Facilities Management (EFM)
Optimierung des Gesamterlebnisses der Studierenden (Gebäude, Einrichtungen, ÖPNV, Infrastruktur)
- Finance and Legal Services
Erledigung von Verwaltungsaufgaben (Buchhaltung, Rechtliches, Studiengebühren)
- Human Resources
Betreuung und Training der Mitarbeiter
- IT Services
Unterstützung von Lehre und Studium (Online-Angebot, technische Infrastruktur)
- Learning Resources
Bereitstellung von Ressourcen und Grundlagen für Lehre und individuelles Studieren (Bibliothek, Datenbanken, Grafikdienstleistungen)
- Marketing and Communications
Unterstützung der Universitätsleitung in der Außendarstellung (Partnerschaften, Werbung, Recruitment)
- Strategic Change and Planning
Unterstützung der Universitätsleitung bei der langfristigen Planung und strategischen Ausrichtung

## Universitätsgelände

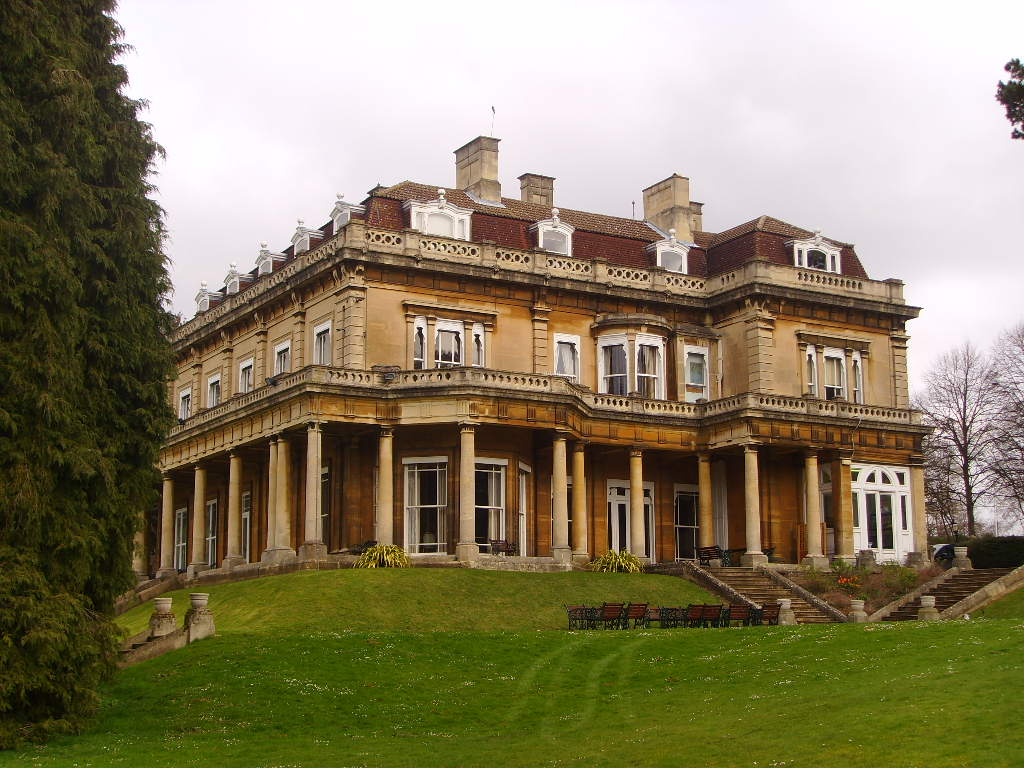
Die Headington Hill Hall mit der School of Law

Die Oxford Brookes University besteht aus vier Campi, von denen einer außerhalb der Stadt liegt.

### Headington Campus
Der Headington Campus befindet sich etwa zwei Kilometer vom Stadtzentrum entfernt in Headington, einer Wohngegend im Osten von Oxford. Er besteht aus den Unterrichtsgebäuden an der Gipsy Lane/Headington Road, dem benachbarten Headington Hill, in dem die Studentenvereinigung der Universität ihren Sitz hat, und der School of Health and Social Care, welche etwa zwei Kilometer vom Hauptcampus entfernt im Stadtteil Marston liegt. 2014 wurde das "John Henry Brookes Building" eröffnet, welches mehrere britische Architekturpreise gewonnen hat.

### Wheatley Campus
Der Wheatley Campus befindet sich in der Ortschaft Wheatley und damit rund elf Kilometer südöstlich des Stadtzentrums von Oxford. Der Campus beherbergt Einrichtungen für Computing, Kommunikationstechnologie, Maschinenbau, Motorsport und Mathematik. Aufgrund von Asbest im Campusturm werden sämtliche Aktivitäten schrittweise auf den Hauptcampus verlegt, bis dieser Campus ab 2021 nicht mehr genutzt wird.

### Harcourt Hill Campus
Der Harcourt Hill Campus liegt vier Kilometer westlich des Stadtzentrums von Oxford. Dort finden Kurse für Bildung, Früherziehung und die Lehrerausbildung statt, außerdem werden dort Philosophie, Kommunikation, Medien und Kultur unterrichtet.

### Swindon Campus
Im August 2016 wurde der neue Swindon Campus im Westen der Stadt am Delta Business Park eingeweiht. Das Hauptgebäude trägt den Namen Joel Joffe Building. Zum Campus gehören ein Vorlesungssaal mit 185 Plätzen, eine Bibliothek, Räume zum gemeinschaftlichen Lernen und Lehrräume. Dort werden verschiedene Kurse im Bereich Gesundheit und Entwicklung unterrichtet.

## Lehrprofil

### Studiengänge
Die Oxford Brookes Universität besteht aus vier Fakultäten, die wiederum in insgesamt 16 Bereiche, Dezernaten oder Departments bestehen:
- Oxford Brookes Business School
  - Oxford Brookes Business School (OBBS)
  - Oxford School of Hospitality Management (OSHM)
- Faculty of Health and Life Sciences
  - Department of Biological and Medical Sciences
  - Department of Psychology, Health and Professional Development
  - Department of Sport, Health Sciences and Social Work
  - Oxford School of Nursing and Midwifery (OSN+M)
- Faculty of Humanities and Social Sciences
  - School of Education
  - Department of English and Modern Languages
  - School of History, Philosophy and Culture
  - School of Law
  - Institute of Public Care
  - Department of Social Sciences
- Faculty of Technology, Design and Environment
  - School of Architecture
  - School of Arts
  - School of the Built Environment
  - School of Engineering, Computing and Mathematics

### Internationale Kooperation
Insgesamt pflegt die Universität akademischen Kontakt zu über 100 Institutionen in 22 europäischen Staaten sowie in Australien, Kanada, Hongkong, Japan, Kasachstan, Neuseeland, Thailand, Uruguay, den USA und Vietnam. Austauschpartner in Deutschland sind aktuell im Bereich Wirtschaft die OTH Regensburg, Technische Hochschule Ingolstadt und Frankfurt School of Finance & Management, im Bereich Medizin die Universität Heidelberg, im Bereich Sozialwissenschaften die Pädagogische Hochschule Karlsruhe und im Bereich Technologie die Bauhaus-Universität Weimar, die Technische Universität Berlin, die Hochschule der Medien Stuttgart und die Hochschule für Technik, Wirtschaft und Kultur Leipzig.

### Akkreditierungen
Die Studiengänge sind durch folgende Institutionen akkreditiert:
- Architects Registration Board (ARB)
- Association of Chartered Certified Accountants (ACCA)
- British Computer Society (BCS)
- British Psychological Society (BPS)
- Chartered Institute of Management Accountants (CIMA)
- Chartered Institute of Marketing (CIM)
- Chartered Institute of Personnel and Development (CIPD)
- Chartered Society of Physiotherapy (CSP)
- Department for Education and Skills (DfES)
- General Social Care Council (GSCC)
- Health Professions Council (HPC)
- Hotel and Catering International Management Association (HCIMA)
- Institute of Biomedical Science
- Institution of Environmental Sciences
- Institute of Mathematics and its Applications (IMA)
- Institution of Mechanical Engineers (IMechE)
- Nursing and Midwifery Council (NMC)
- Royal Institute of British Architects (RIBA)
- Royal Institution of Chartered Surveyors (RICS)
- Royal Town Planning Institute (RTPI)

## Forschung / Institute
2019 bestanden an der Universität 20 Forschungszentren innerhalb der vier Fakultäten, die zum Teil wiederum aus zahlreichen einzelnen Forschungsgruppen oder Projekten bestehen:
- Faculty of Business
  - Business, Society and Global Challenges
  - Centre for Diversity Policy Research and Practice
  - Centre for International Tourism and Events Management Research
  - International Centre for Coaching and Mentoring
- Faculty of Health and Life Sciences
  - Centre for Ecology, Environment and Conservation
  - Centre for Functional Genomics
  - Centre for Movement, Occupational and Rehabilitation Sciences (MOReS)
  - Oxford Brookes Centre for Nutrition and Health (OxBCNH)
  - Oxford Institute of Nursing, Midwifery & Allied Health Research
- Faculty of Humanities and Social Sciences
  - Anthropology Centre for Conservation, Environment and Development
  - Centre for Education Consultancy and Development
  - Centre for Global Politics
  - Centre for Medical Humanities
  - Centre for Methodism and Church History
  - Europe Japan Research Centre
  - Institute for Public Care Market Analysis Centre
  - Oxford Brookes Poetry Centre
- Faculty of Technology, Design and Environment
  - Dependable Systems Engineering Centre
  - Intelligent Systems Engineering Centre
  - Oxford Institute for Sustainable Development

Darüber hinaus gehört das Oxford International Centre for Publishing zu den weltweit führenden Instituten im Bereich der Medienbildung.

## Infrastruktur
Als achtgrößter Arbeitgeber in der Region Oxfordshire unterhält die Oxford Brookes Universität mit 2.630 Angestellten (Stand 2019/2020) verschiedene Einrichtungen und Dienstleistungen.

### Universitätsbibliothek
Die Bibliothek der Universität erstreckt sich über fünf Etagen im John Henry Brookes Building. In der ersten Etage haben die Mitarbeiter der Bibliothek ihre Büros, zudem werden dort verschiedene Dienstleistungen für Studenten angeboten und reservierte Bücher und Dokumente gesammelt. Die Etagen 2–4 umfassen jeweils verschiedene Fachbibliotheken, zudem gibt es auf jeder Etage Bereiche fürs gemeinsame Lernen ebenso wie Räume, in denen absolute Stille herrscht. Im Kellergeschoss befinden sich verschiedene Archive und Spezialsammlungen.
Die Bibliotheken am Headington Campus und Wheatley Campus sind durchgehend geöffnet, die beiden Bibliothek am Harcourt Hill Campus und Swindon Campus nicht. Die Universität bietet den Studierenden an, Bücher, die an einem Campus nicht vorhanden sind, von anderen Campi anliefern zu lassen.

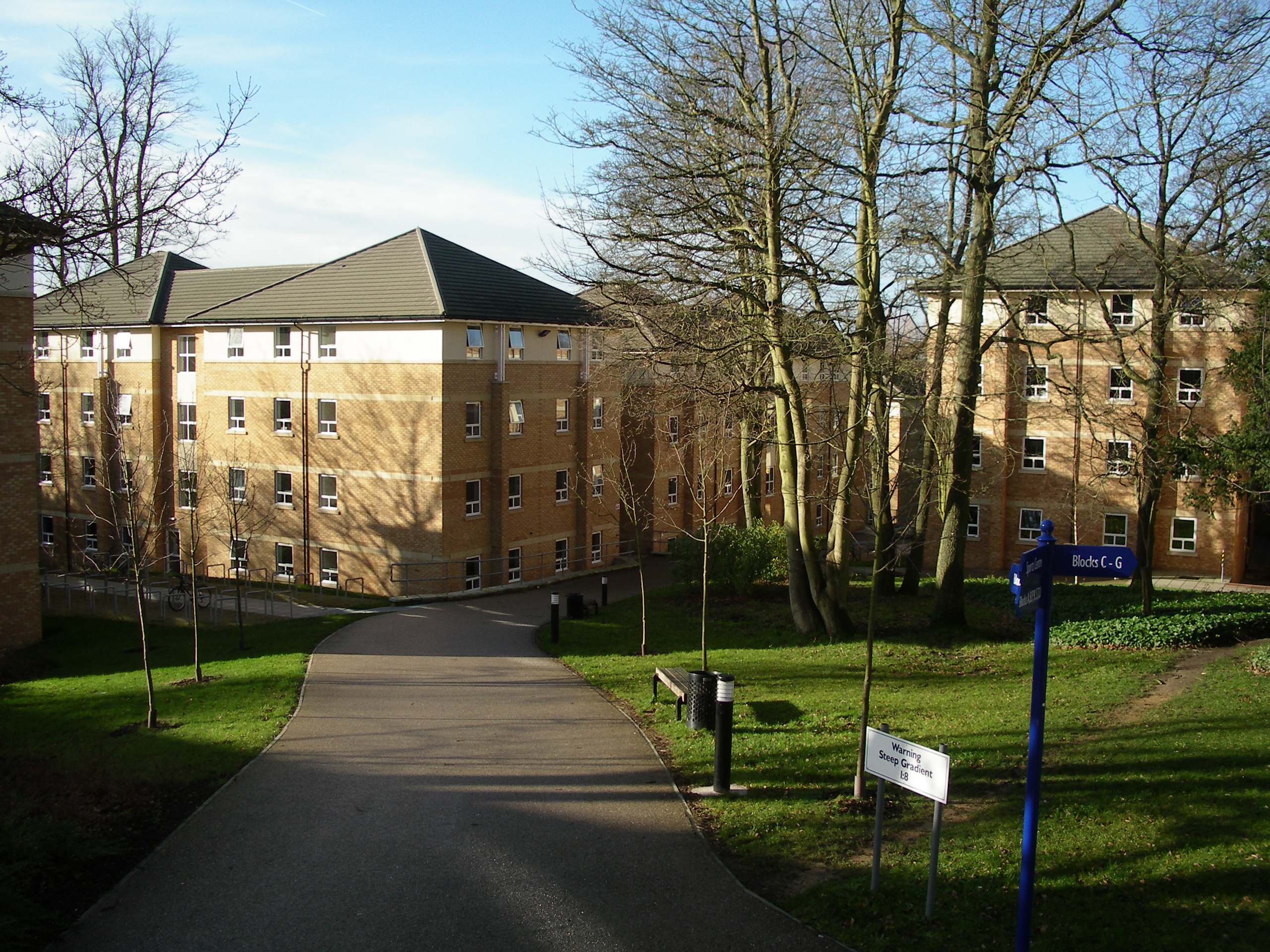
Das Cheney Student Village

### Studentenwohnheime
Studenten der Universität können in 18 Studentenwohnheimen unterkommen, die zum Teil der Universität gehören, zum Teil aber auch extern angeboten werden und oftmals über eine große Vielfalt an Einrichtungen, Dienstleistungen und Studienmöglichkeiten verfügen.
Die meisten Wohnheime befinden sich in den Stadtteilen Headington in Campusnähe oder in Cowley.
Universitätseigene Wohnheime
- Cheney Student Village (Headington, Campus)
- Clive Booth Student Village (Headington, Campus)
- Crescent Hall (Cowley)
- Friar Court (Marston)
- Harcourt Hill Hall (Botley)
- Lady Spencer Churchill Hall (Wheatley, Campus)
- Paul Kent Hall (Cowley)
- Thames Street (Zentrum)
- Warneford Hall (Headington)
- Westminster Hall (Harcourt Hill, Campus)

Extern angebotene Wohnheime
- Beech House (Headington)
- Canterbury House (Cowley)
- Dorset House (Headington)
- Edna Rose and Champneys Court (Headington)
- Parade Green (Cowley, ab September 2019)
- Sinnet Court (Cowley)
- Slade Park (Wood Farm)
- The Mews (Cowley)

Darüber hinaus vermieten die Universität oder externe Partner zahlreiche Einzel- oder Reihenhäuser für studentische Gruppen oder Wohngemeinschaften. Ziel der Universität ist es jedoch, die Anzahl der Studierenden in privaten Unterkünften auf unter 3000 zu reduzieren.

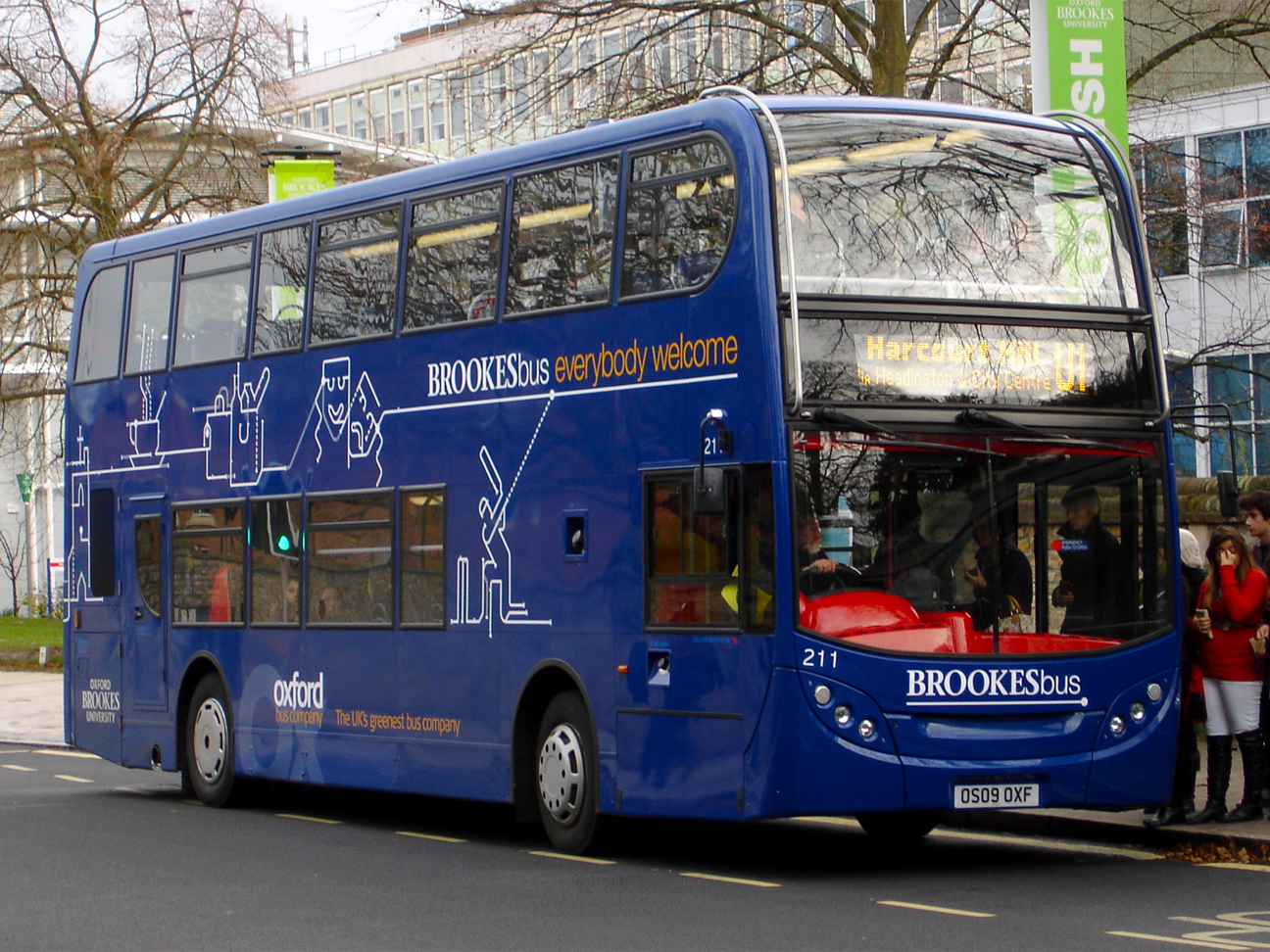
Brookes Bus

### Brookes Bus
Zwischen den Campus, dem Stadtzentrum von Oxford und den Wohnheimen verkehrt der Brookes Bus, den die Universität in Kooperation mit der Oxford Bus Company unterhält. Die hierfür eingesetzten modernen Doppeldecker zeichnen sich durch einen besonders geringen Kohlendioxid-Ausstoß aus und verfügen über kostenloses W-LAN. Bewohner der eigenen Studentenwohnheime haben ein Semesterticket in ihrer Mietzahlung inkludiert.
Derzeit (2019) werden zwei Buslinien betrieben:
- U1: Harcourt Hill Campus → Stadtzentrum → Pullens Lane → London Road → Wheatley Campus
- U5: Stadtzentrum → Hollow Way → Gipsy Lane (Headington Campus) → Pullens Lane Marston Road Site

## Zahlen zu den Studierenden
Von den 16.900 Studenten des Studienjahrens 2019/2020 nannten sich 10.040 weiblich (59,4 %) und 6.835 männlich (40,4 %). 13.550 Studierende kamen aus England, 90 aus Schottland, 290 aus Wales, 40 aus Nordirland, 780 aus der EU und 2.015 aus dem Nicht-EU-Ausland. 12.710 (75,2 %) der Studierenden strebten 2019/2020 ihren ersten Studienabschluss an, sie waren also undergraduates. 4.185 (24,8 %) arbeiteten auf einen weiteren Abschluss hin, sie waren postgraduates. Davon arbeiteten 350 in der Forschung.
2014/2015 waren es 10.480 Frauen und 6.980 Männer und insgesamt 17.460 Studenten gewesen, 2015/2016 17.865. 2017 waren 17.805 Studenten eingeschrieben.

## Hochschulleben

### Brookes Union
1921 wurde die Studierendenvertretung Oxford Polytechnic Students' Union gegründet, die damit eine der ältesten in Großbritannien ist. Nach der Umbenennung der Universität firmierte sie ab 1992 als Oxford Brookes Students' Union und seit 2013 schließlich als Brookes Union. In nationalen Umfragen belegt die Union regelmäßig einen der letzten Plätze.
Die Union bietet unter anderem einen Safety Bus an, der hilfsbedürftige Studenten zu späten Uhrzeiten bei Bedarf nach Hause fährt.

### Brookes Sport
2019 bestanden an der Universität über 40 Teams verschiedenster Sportarten. In 33 Sportarten tritt die Universität innerhalb der British Universities and Colleges Sport, dem britischen Verband für Hochschulsport, an. 2017 wurde das Ruderteam als bestes im Vereinigten Königreich ausgezeichnet.
Die Universität unterhält am Headington Campus und Harcourt Hill Campus jeweils einen Sporteinrichtungen (Brookes Sport) mit Fitnessstudio. Der Harcourt Hill Campus verfügt über ein 25 m Schwimmbad, einen Golfplatz und eine Sauna, der Headington Campus über die größte Kletterwand der Region. Darüber hinaus gibt es zahlreiche Sportfelder, Hallen und weitere Einrichtungen. An den drei innerstädtischen Campi gibt es fünf Lauf- und Wanderwege.
In Cholsey bei Wallingford unterhält der Oxford Brookes University Boat Club ein Bootshaus mit umfangreichem Indoor-Trainingsangebot sowie Ruderbooten in jeder olympischen Größe. Die Universität wirbt damit, eine der besten Ruderbootflotten Europas zu haben.

### Alumni
Es gibt eine Reihe von Alumni-Netzwerken, die zusammen 130.000 Alumni aus fast 190 Ländern vernetzen. In Ländern mit einer hohen Anzahl an Alumni wird in der Regel ein eigener Alumniverband gegründet. 2019 bestanden solche Verbände in Malaysia (4800 Alumni), Pakistan (4000), China (2600), den Vereinigten Staaten (1900), Japan (1300), Indien (900), Griechenland (800), Nigeria (800), Australien (730), Vereinigte Arabische Emirate (660), Türkei (500), Thailand (450), Ghana (330), Österreich (270), Sambia (270) und Kasachstan (160).
Eines der größten und bekanntesten Netzwerke ist die Bacchus Society, die 1997 gegründet wurde und sich Absolventen aus Studiengängen der Oxford School of Hospitality Management richtet. Innerhalb dieses Netzwerks wird das Bacchus Mentoring Programme betrieben, das Studierende mit Alumni vernetzt und Letztere als Mentoren einsetzt. Die Business School Alumni Association umfasst mittlerweile 40.000 ehemalige Studierende. Bereits seit 1927 besteht der Doric Club der Oxford School of Architecture, darüber hinaus gibt es einen Alumni-Verein der Real-Estate-Management-Studierenden, die OBREMS (Oxford Brookes Real Estate Management Society).
Darüber hinaus besteht das Netzwerk Brookes Connections, das Studierende fachübergreifend mit erfahrenen Alumni zusammenbringt. Innerhalb des Netzwerks wird unter anderem das Programm Ask a Question organisiert, das Teilnehmern einmalig und ohne langfristige Verpflichtung die Möglichkeit zum Austausch gibt. Zudem werden ein sechswöchiges E-Mentoring und ein bis zu drei Jahre andauerndes Recent Graduates' Network Scheme angeboten.

## Bekannte Absolventen
- Abdul Azim (* 1982), Prinz und Sohn von Hassanal Bolkiah (bruneiischer Sultan)
- Freddie Boath (* 1991), Schauspieler
- Richard Chambers (* 1985), Ruderer
- Paul Conneally (* 1959), Dichter, Künstler
- Jonathan Djanogly (* 1965), britischer Solicitor und Politiker
- Lynne Featherstone (* 1951), britische Politikerin
- Dave Goulson (* 1965), Biologe
- Jonny Greenwood (* 1971), Musiker und Mitglied von Radiohead
- Alex Partridge (* 1981), Ruderer und mehrfacher Weltmeister
- Gilbert Prousch (* 1943), Künstler und Teil von Gilbert & George
- Adrian Reynard (* 1951), Gründer der Reynard Racing Cars Ltd.
- David Mayer de Rothschild (* 1978), Umweltschützer, Abenteurer
- Steve Williams MBE (* 1976), britischer Ruderer, mehrfacher Weltmeister und Olympiasieger